# Узуново (Тверська область)
Узуново (рос. Узуново) — присілок в Бежецькому районі Тверської області Російської Федерації.
Населення становить 15 осіб. Входить до складу муніципального утворення Городищенське сільське поселення.

## Історія
Від 2005 року входить до складу муніципального утворення Городищенське сільське поселення.

## Населення
| 2008 | 2010 |
| ---- | ---- |
| 11   | ↗15  |